# Valea Doftanei
Valea Doftanei es una comuna ubicada en el distrito de Prahova, Rumania.

## Superficie
Posee una superficie de 286,3 kilómetros cuadrados.

## Demografía
Hasta 2021 la población era de 5706 habitantes, con una densidad de población de 19,93 habitantes por kilómetro cuadrado.